# Dendroleon javanus
Dendroleon javanus is een insect uit de familie van de mierenleeuwen (Myrmeleontidae), die tot de orde netvleugeligen (Neuroptera) behoort. 
Dendroleon javanus is voor het eerst wetenschappelijk beschreven door Banks in 1914.